# Vicente Feliú
Vicente Feliú Miranda (L'Havana, 11 de novembre de 1947 – 17 de desembre de 2021) va ser un músic, cantant, guitarrista i cantautor.
Va aprendre del seu pare a tocar la guitarra. El 1972 va fundar amb en Pablo Milanés, en Silvio Rodríguez i d'altres, el moviment de la Nueva Trova Cubana.

## Discografia
- Créeme (1978)
- No sé quedarme (1985)
- Artepoética (1990),
- Aurora (1995),
- Ansias del alba - amb en Santiago Feliú (1997),
- Guevarianas (1997)
- Colibrí (2000).